# Johannes-Nepomuk-Statue (Kronach, Schwedenstraße)

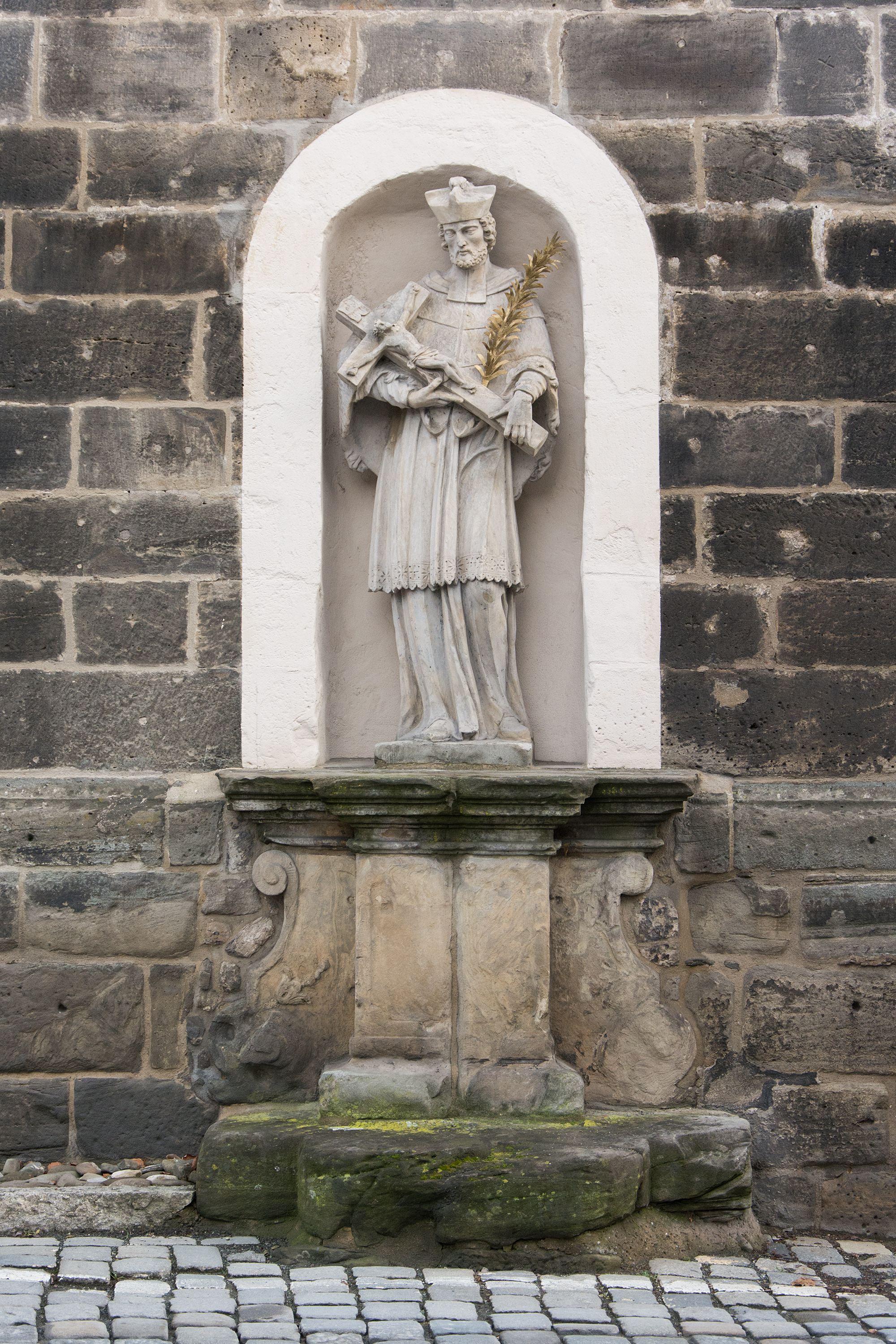
Johannes-Nepomuk-Statue in der Schwedenstraße

Die Johannes-Nepomuk-Statue in der Schwedenstraße in der oberfränkischen Stadt Kronach ist eine Darstellung des Heiligen Johannes Nepomuk.
Die von einem unbekannten Künstler geschaffene Sandsteinstatue wurde 1739 anlässlich der Errichtung des 14 Stationen umfassenden Kreuzwegs auf den östlich von Kronach gelegenen Kreuzberg gestiftet. Sie befand sich ursprünglich an der Klosterbrücke über die Haßlach und wurde erst nachträglich an ihren heutigen Standort in einer Nische am Fuß des Gebäudes Am Pförtchen 5 mit Blick zur unmittelbar westlich gelegenen Klosterbrücke versetzt.
Die sehr detailliert gearbeitete Nepomuk-Statue steht unter Denkmalschutz. Ab 1862 befand sie sich im Besitz des Apostelmeßbenefiziums, eines früheren Besitzers des Anwesens Am Pförtchen 5; im Jahr 2007 erwarb der heutige Eigentümer des Gebäudes die Statue und ließ sie bei einer Renovierung des gesamten Anwesens restaurieren.
Anfang Dezember 2022 wurde der Sockel der direkt am Straßenrand stehenden Statue von einem Kleinlastkraftwagen erheblich beschädigt.